# ماري برايتون وودبريدج
ماري برايتون وودبريدج (بالإنجليزية: Mary A. Brayton Woodbridge)‏ هي صحفية أمريكية، ولدت في 21 أبريل 1830 في نانتوكيت في الولايات المتحدة، وتوفيت في 25 أكتوبر 1894.